# Льюїстон (Мічиган)
Льюїстон (англ. Lewiston) — переписна місцевість (CDP) в США, в окрузі Монтморенсі штату Мічиган. Населення — 996 осіб (2020).

## Географія
Льюїстон розташований за координатами 44°52′21″ пн. ш. 84°19′49″ зх. д. / 44.87250° пн. ш. 84.33028° зх. д. (44.872544, -84.330184).  За даними Бюро перепису населення США в 2010 році переписна місцевість мала площу 24,51 км², з яких 15,89 км² — суходіл та 8,62 км² — водойми.

## Демографія
Згідно з переписом 2010 року, у переписній місцевості мешкали 1392 особи в 689 домогосподарствах у складі 413 родин. Густота населення становила 57 осіб/км².  Було 1570 помешкань (64/км²).
Расовий склад населення:
| - 97,5 % — білих - 0,2 % — корінних американців - 0,2 % — чорних або афроамериканців - 0,1 % — азіатів |

До двох чи більше рас належало 1,8 %. Частка іспаномовних становила 1,3 % від усіх жителів.
За віковим діапазоном населення розподілялося таким чином: 16,7 % — особи молодші 18 років, 52,4 % — особи у віці 18—64 років, 30,9 % — особи у віці 65 років та старші. Медіана віку мешканця становила 53,5 року. На 100 осіб жіночої статі у переписній місцевості припадало 93,9 чоловіків;  на 100 жінок у віці від 18 років та старших — 91,9 чоловіків також старших 18 років.
Середній дохід на одне домашнє господарство  становив 36 506 доларів США (медіана — 28 148), а середній дохід на одну сім'ю — 45 213 долари (медіана — 34 100). Медіана доходів становила 35 313 долари для чоловіків та 27 159 доларів для жінок. За межею бідності перебувало 22,4 % осіб, у тому числі 23,5 % дітей у віці до 18 років та 6,9 % осіб у віці 65 років та старших.
Цивільне працевлаштоване населення становило 399 осіб. Основні галузі зайнятості: виробництво — 20,1 %, освіта, охорона здоров'я та соціальна допомога — 16,3 %, науковці, спеціалісти, менеджери — 12,0 %, мистецтво, розваги та відпочинок — 10,8 %.